# Chiloschista yunnanensis
Chiloschista yunnanensis är en orkidéart som beskrevs av Rudolf Schlechter. Chiloschista yunnanensis ingår i släktet Chiloschista och familjen orkidéer. Inga underarter finns listade i Catalogue of Life.